# 有権者
有権者（ゆうけんしゃ、英語: Voter/Elector）とは、ある物事において権利を所有している者の総称である。特に選挙権を有する者を指すことが多い。

## 概要
日本においては公職選挙法第9条と第11条で選挙権に関する規定などがある。
1945年以降、日本では満20歳以上の者を有権者と認めていたが2015年6月に改正公職選挙法が成立し、翌年の6月から選挙権年齢は満18歳以上に引き下げられた（18歳選挙権）。
国民全体の8割が国政選挙の有権者で占められることから、国政選挙の報道でも「国民の声を～」などと報じられることも多い。憲法第43条に「両議院は、全国民を代表する選挙された議員でこれを組織する。」と規定されており、国会議員は非有権者を含めた全国民の代表とみなされる。

## 有権者に関する選挙用語
- 日本の選挙において、有権者の居住地域のことを田圃に例えて「票田」という。また、都市部などの人口が集中する場所は「大票田」と呼ばれ、選挙における重要な地域として注目される。
- 政治家が地元に帰って、支持者回りをすることを「田の草刈り」という。自分の票田に発生する他の候補者という雑草を摘み取る意味として使われている。国会会期中の国会議員が金曜日の国会日程が終わると、夜に地元選挙区に帰って休日（土曜日と日曜日）や月曜日（衆議院においては定例では本会議が開かれない）に地元選挙区回りをして火曜日の朝に国会議事堂に戻って来る。そのようなスケジュールについて「金帰火来」と称されている[2]。